# Гродзянка (станция)
Гродзя́нка (бел. Градзянка) — грузо-пассажирская железнодорожная станция, расположенная на неэлектрифицированной железнодорожной ветке Верейцы — Гродзянка линии Минск — Осиповичи в Осиповичском районе, Могилёвская область, Беларусь. 
По состоянию на 2020 год грузо-пассажирские перевозки с высадкой на станции выполняются ежедневно два раза в день тепловозом М62 по маршруту Осиповичи I — Гродзянка. Примерное время в пути со всеми остановками от станции Осиповичи I (начало полного маршрута) — 1 час 31 минута, от станции Верейцы — 1 час 6 минут.
Станция расположена в одноимённой деревне и является конечным пунктом железнодорожной ветки для пассажирского сообщения. Конечный пункт для грузового сообщения и тупики железнодорожного пути находятся примерно в 7 километрах севернее, возле нефтебитумного и асфальтобетонного заводов в Червенском районе Минской области, куда доставляется необходимое для этих заводов сырьё. Кроме того, на станции производится погрузка и отправка лесозаготовок.